# Trallpunk
Le trallpunk est un sous-genre musical du punk rock ayant émergé en Suède. Il se caractérise par des morceaux rapides de batterie, un son mélodieux, et des paroles souvent politiques. Généralement, Asta Kask et Strebers sont considérés comme les premiers groupes de trallpunk, mais les avis divergent. Dans les années 1990, le trallpunk se popularise, en particulier dans le club Kafé 44 de Stockholm et avec des groupes tels que De Lyckliga Kompisarna (en) et Radioaktiva räker.
Actuellement, le trallpunk est représenté par des groupes tels que Varnagel, Slutstation Tjernobyl, Greta Kassler, De Lyckliga Kompisarna et Lastkaj 14. À l'international, des groupes comme Rasta Knast et Takahashi Gumi (en) en sont des exemples.

## Groupes
- Radioaktiva räker